# Square Two
Square Two là album đĩa đơn của nhóm nhạc nữ Hàn Quốc Blackpink thuộc YG Entertainment. Đĩa đơn được phát hành dưới dạng đĩa đơn kỹ thuật số vào ngày 1 tháng 11 năm 2016 bởi YG Entertainment và được phân phối bởi KT Music.

## Bối cảnh và phát hành
Ngày 19 tháng 10 năm 2016, YG Entertainment thông báo rằng Blackpink sẽ là nhóm nhạc tiếp theo của công ty trở lại các sàn đấu âm nhạc. Vào ngày 24 tháng 10, ảnh teaser cá nhân của hai thành viên Lisa và Jennie được tung ra, cùng với tên của bài hát chủ đề thứ nhất, "Playing With Fire", tiếp sau đó là ảnh teaser cá nhân của Jisoo và Rosé cũng được phát hành vào ngày hôm sau. Ảnh teaser của cả bốn thành viên được tung ra vào ngày 27 tháng 10 cùng với tên của bài hát chủ đề thứ hai, "Stay".

## Danh sách bài hát
| STT              | Nhan đề                               | Phổ lời              | Phổ nhạc                       | Arrangement         | Thời lượng |
| ---------------- | ------------------------------------- | -------------------- | ------------------------------ | ------------------- | ---------- |
| 1.               | "Playing with Fire (불장난)"          | Teddy                | Teddy R.Tee                    | R.Tee               | 3:17       |
| 2.               | "Stay"                                | Teddy                | Teddy Seo Won Jin              | Teddy Seo Won Jin   | 3:50       |
| 3.               | "Whistle (휘파람)" (acoustic version) | Teddy Bekuh BOOM B.I | Teddy Future Bounce Bekuh BOOM | Teddy Future Bounce | 3:32       |
| Tổng thời lượng: | Tổng thời lượng:                      | Tổng thời lượng:     | Tổng thời lượng:               | Tổng thời lượng:    | 10:39      |

| Phiên bản đĩa mở rộng bổ sung bài hát trên iTunes | Phiên bản đĩa mở rộng bổ sung bài hát trên iTunes | Phiên bản đĩa mở rộng bổ sung bài hát trên iTunes | Phiên bản đĩa mở rộng bổ sung bài hát trên iTunes | Phiên bản đĩa mở rộng bổ sung bài hát trên iTunes | Phiên bản đĩa mở rộng bổ sung bài hát trên iTunes |
| STT                                               | Nhan đề                                           | Phổ lời                                           | Phổ nhạc                                          | Arrangement                                       | Thời lượng                                        |
| ------------------------------------------------- | ------------------------------------------------- | ------------------------------------------------- | ------------------------------------------------- | ------------------------------------------------- | ------------------------------------------------- |
| 4.                                                | "Whistle (휘파람)" (iTunes bonus track)           | Teddy Bekuh BOOM B.I                              | Teddy Future Bounce Bekuh BOOM                    | Teddy Future Bounce                               | 3:32                                              |
| 5.                                                | "Boombayah" (iTunes bonus track)                  | Teddy Bekuh BOOM                                  | Teddy Bekuh BOOM                                  | Teddy                                             | 4:00                                              |
| Tổng thời lượng:                                  | Tổng thời lượng:                                  | Tổng thời lượng:                                  | Tổng thời lượng:                                  | Tổng thời lượng:                                  | 18:11                                             |